# Якшур (Якшур-Бодьїнський район)
Якшу́р (рос. Якшур) — присілок в Якшур-Бодьїнському районі Удмуртії, Росія.
Населення — 722 особи (2012; 715 в 2010).

## Історія
Присілок заснований 1678 року. 1981 року в ньому створено радгосп «Якшурський», який проіснував до 2001 року.

## Урбаноніми[4]
- вулиці — Азіна, Дружня, Зарічна, Ключова, Комсомольська, Молодіжна, Нова, Садова, Свободи, Соснова, Тваринників, Трактова
- провулки — Бузковий, Ставковий